# Nu2 Coronae Borealis
Título a ser usado para criar uma ligação interna é Nu2 Coronae Borealis.
Nu2 Coronae Borealis (21 Coronae Borealis) é uma estrela na direção da constelação de Corona Borealis. Possui uma ascensão reta de 16h 22m 29.22s e uma declinação de +33° 42′ 12.1″. Sua magnitude aparente é igual a 5.40. Considerando sua distância de 545 anos-luz em relação à Terra, sua magnitude absoluta é igual a −0.72. Pertence à classe espectral K5III.